# Neuhof (Jüterbog)
Der Ort Neuhof ist ein Ortsteil der brandenburgischen Kleinstadt Jüterbog in Deutschland.

## Lage

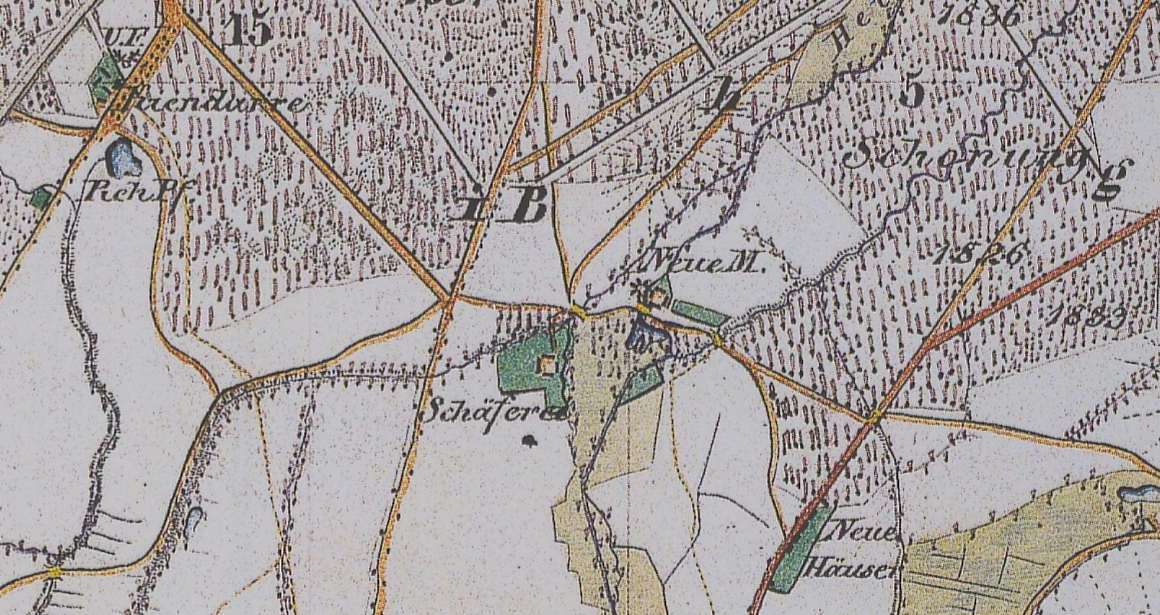
Neuhof auf dem Urmesstischblatt von 1481

Er liegt sieben Kilometer nordöstlich von Jüterbog. Der Ort wurde im Spätmittelalter vom Kloster Zinna anstelle eines Klosterhofes angelegt. Es ist von der Struktur her ein Angerdorf. Westlich bzw. nordwestlich liegen die Wohnplätze Neue Häuser und Ziegelei, nordöstlich der Luckenwalder Ortsteil Kolzenburg. Südlich befindet sich der weitere Jüterboger Ortsteil Werder. Die nordöstlich bis südöstlich gelegenen Flächen sind bewaldet, die übrigen werden vorzugsweise landwirtschaftlich genutzt.

## Geschichte und Etymologie

### 12. bis 15. Jahrhundert

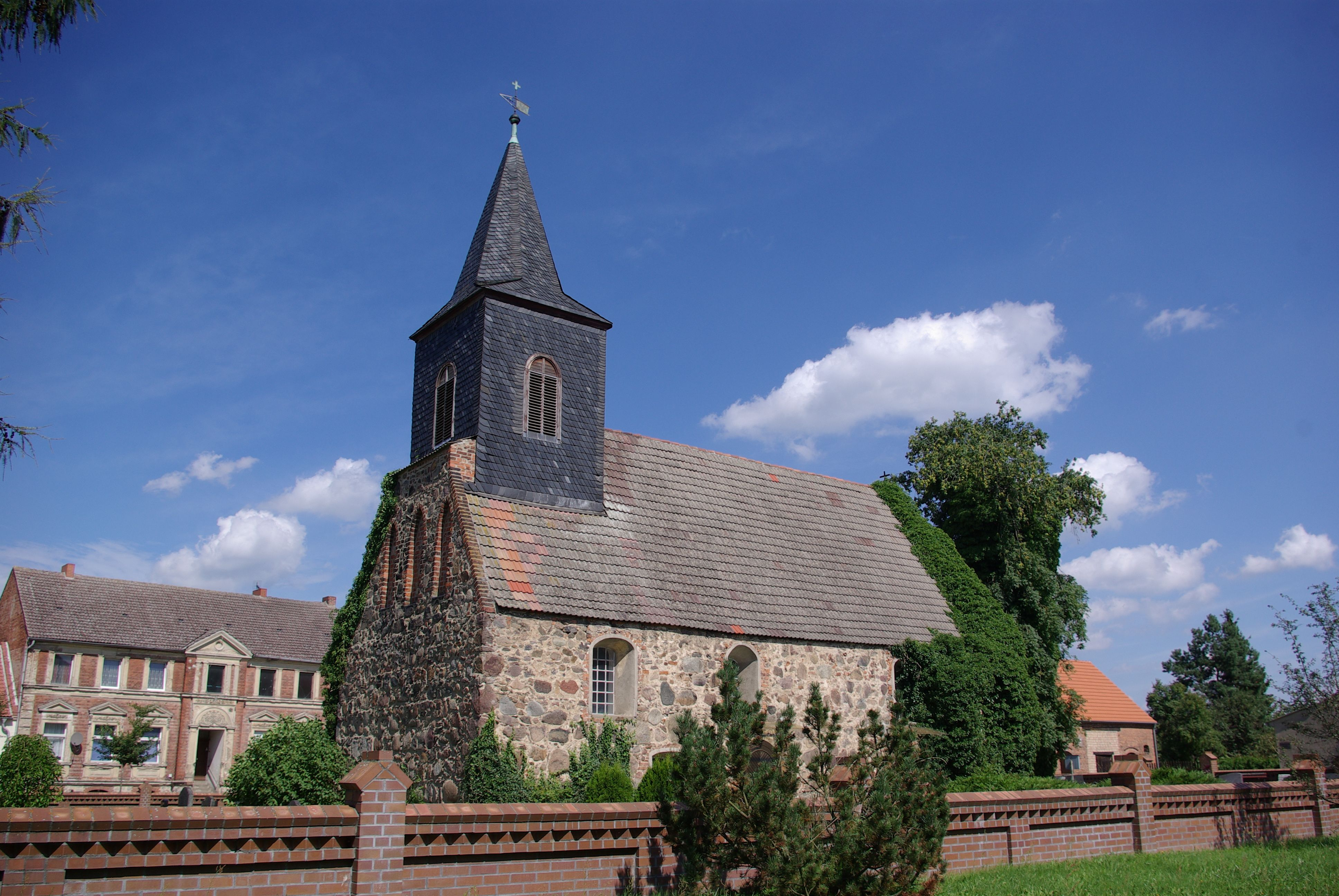
Dorfkirche Neuhof

Die Siedlung wurde 1170 das erste Mal als nova curia erwähnt. Sie war ein Wirtschaftshof des Klosters Zinna; über die Anlage des Wirtschaftshofes ist nichts weiter bekannt. Sie erschien nochmals im Jahr 1225 als ad orientem grangie, que nova curia nuncupatur (lateinisch für „im Osten des Gutshauses, das der neue Hof genannt wird“) und gehörte vor 1225 bis 1553 dem Kloster. Um 1325/1329 erschien ein Cunradus de nygenhoue in Jüterbog. Ende des 14. Jahrhunderts wurde der Wirtschaftshof in ein Dorf umgewandelt. Dort lebten im Jahr 1413 insgesamt 13 Einwohner, darunter ein Richter, ein Schmied, ein Weinmeister und ein Pfarrer, die im genannten Jahr von brandenburgischen Adeligen überfallen wurden. Diese stahlen zehn Pferde, 101 Schweine und 28 Kälber. Der Schaden belief sich auf 40 Schock böhmische Groschen. Neuhof entwickelte sich zum Kirchdorf und erschien 1480 als Nevenhof in den Akten. Im Dorf lebten zu dieser Zeit ein Schulze der drei Lehn- und eine Zinshufe bewirtschaftete. Außerdem durfte er als Lehen Bier verkaufen und besaß „etliche Wiesen“. Weiterhin lebten in Neuhof acht Dreihufner, die je ein Morgen (Mg) neben dem Heringsteich besaßen., sowie acht Kossäten. Einer von ihnen gab dem Sakrista des Klosters von der großen Wiese. Dieser besaß auch einen Acker neben dem Weinberg; von diesem erbrachte er an das Kloster Abgaben in Höhe von 9 Scheffel Roggen und 9 Scheffel Hafer. Ein Kossät war auch der Schmied und gab von der Wiese. Der Pfarrhof war zwei Hufen groß. Der Pfarrer besaß ebenfalls zwei Hufen, die Winmeisterken genannt worden. Jeder weitere Einwohner zahlte 1⁄2 Scheffel Roggen, 1⁄2 Scheffel Hafer. Der Pfarrhof und die Pfarrhufen sind auch ein Hinweis auf die Dorfkirche, die Ende des 15. Jahrhunderts entstand.

### 16. Jahrhundert
Im Jahr 1534 leisteten die Bewohner Abgaben in Höhe von 30 Rheinische Gulden (fl) 5 Groschen (gr) und 2 Pfennig (d) zum 50. Pfennig. Zwei Jahre später erschien die Bezeichnung nienhoff. Nach der Reformation kam das Dorf im Jahr 1553 zum Amt Zinna. Eine Statistik von 1562 zählte für Neuhof insgesamt 21 Hauswirte. Der Pfarrer besaß nach wie vor zwei Hufen und eine Wiese. Er erhielt außerdem die 30. Mandel vom Kornzehnt und 1⁄3 des Fleischzehnt. Die Kirche bekam 30 gr Zins von St. Peters Land; zwei Bauern gaben vom Gottesland. Der Küster erhielt 28 Scheffel Roggen und ein Brot von jedem Hauswirt. Er besaß auch eine Wiese, auf der ungefähr zwei Fuder Heu gewonnen werden konnten. Jeder Hufner gab ihm vier Eier; jeder Kossät zwei Eier. Im Jahr 1568 hatte sich die Struktur nur unwesentlich verändert. Es gab nach wie vor den Schulzen mit drei Lehn- und einer Zinshufe, acht Dreihufnern und mittlerweile elf Kossäten. Ein Hof war neu entstanden; einer gab der Kirche Zins von der Wiese. In einem Kossätenhof lebte der Küster; ein Kossät hatte eine Zeit lang die Aufgabe des Vogtes übernommen. Eine Statistik von 1584 berichtete von einem Pfarrer und 21 Hauswirten; sie leisteten Abgaben in Höhe von 11 Talern zum 70. Pfenning (1586).

### 17. Jahrhundert
Um 1600 war die Anzahl der Bewohner auf 19 Hauswirte zurückgegangen: 1609 zählte eine Statistik den Schulzen, acht Hufner und zehn Kossäten.  Im Dreißigjährigen Krieg wurde auch Neuhof schwer zerstört; lediglich drei Hufner und ein Kossäte überlebten, doch auch diese „haben auch wenig zum Besten“. Der Pfarrer besaß nach wie vor zwei Hufen Land, 30. Mandel und erhielt von den Bewohnern 18 Hühner. Der Küster kam auf Einnahmen in Höhe von 28 Scheffel Roggen und 22 Brote. Zum Ende des Jahrhunderts gab es erneut 19 Güter: den Lehnschulzen, acht Hufner und zehn Kossäten, von denen vier dienten. Eine zwei Jahre später erschienene Statistik gab Auskunft über die Aussaaten: Der Schulze mit vier Hufen brachte es auf 25 1⁄2 Scheffel Aussaat und drei Fuder Heu. Acht Hufner hatten jede drei Hufen, auf denen sie je 20 1⁄2 Scheffel Aussaat und 1 1⁄2 Fuder Heu erzielten. Ein Kossät kam auf 8 Scheffel Aussaat und zwei Fuder Heu, ein anderer Kossät auf 3 1⁄2 Scheffel Aussaat und ein Fuder. Ein anderer Kossät hatte 2 Scheffel Aussaat, 1⁄2 Fuder Heu; ein weiterer 1 1⁄2 Scheffel Aussaat und 1⁄2 Fuder Heu. Sechs Höfe lagen nach wie vor wüst; 28 Hufen waren bewohnt. Bis 1680 gehörte Neuhof zum Erzbistum Magdeburg, danach zum Kreis Luckenwalde in Brandenburg.

### 18. Jahrhundert
Im Jahr 1727 gab es in Neuhof den Lehnschulzen, acht Hufner, zehn Kossäten und einen Schmied. Die neun Bauern brachten auf 28 Hufen je 10 Wispel 2 Scheffel Aussaat aus. Die zehn Kossäten brachten es auf 1 Wispel 2 Scheffel Aussaat (1728). In den folgenden Jahrzehnten änderte sich an der Struktur erneut nur wenig. Im Jahr 1738 lebten im Dorf ein Vierhufner (der Lehnschulze), acht Dreihufner und zehn Kossäten (darunter der Schmied). Im Jahr 1745 waren es neun Hufner und zehn Kossäten.; 1749 kamen zwei Häusler hinzu. Eine Statistik aus dem Jahr 1749/1755 berichtete von neun Bauern: ein Vierhufner (der Lehnschulze) und acht Dreihufner, zehn Kossäten (darunter der Schmied), vier Büdner (darunter ein Soldat) sowie ein paar und ein einzelner Einlieger. Im Dorf lebten im Jahr 1772 insgesamt 16 Männer und 19 Frauen sowie sechs alte Männer und fünf alte Frauen. Hinzu kamen 12 Söhne über 10 Jahre und 14 Söhne unter 10 Jahre sowie 12 Töchter über 10 Jahren und 12 Töchter unter 10 Jahre. Außerdem lebten dort acht Knechte und sechs Mägde. Die Einlieger waren mit acht Männern, neun Frauen, drei Söhnen und zehn Töchtern besetzt. Kurz darauf erschien auch die heute noch genutzte Bezeichnung Neuhof sowie eine Schäferei. Im Jahr 1791 lebten in Neuhof neun Bauern, zehn Kossäten und sechs Büdner, dazu zwei Hausleute oder Einlieger und ein Schmied, die in Summe 29 Feuerstellen (=Haushalte) betrieben.

### 19. Jahrhundert
Im Jahr 1801 lebten im Dorf der Lehnschulze, acht Ganzbauern und zehn Ganzkossäten, die 700 Mg Holz schlugen, 42 Bauernhufen bewirtschafteten und 29 Feuerstellen betrieben. Erstmals erschien auch ein Krug. Die Bauern brachten 1812 auf insgesamt 289 Mg 90 Quadratruten (QR) 13 Wispel 14 Scheffel 11 Metzen aus. Es gab eine Schule sowie zwei gemeinschaftlich genutzte Hirtenhäuser (1813). Im Jahre 1816 kam der Ort zum Kreis Jüterbog-Luckenwalde. Zwei Jahre später hatte sich ein Tierarzt, ein Grützmüller, ein Ölschläger, ein Schlächter zum Schmied gesellt. Das Dorf bestand im Jahr 1837 aus 27 Wohnhäusern mit einer Neuen Mühle, einer Wassermühle mit zwei Gängen sowie eine Sägemühle. Es gab einen Zimmermann, drei Webstühle auf Leinwand, einen Viktualienhändler sowie acht männliche und sechs weibliche Dienstboten. Im Jahr 1858 war Neuhof insgesamt 2546 Mg groß: 30 Mg Gehöfte, 19 Mg Gartenland, 1166 Mg Acker, 66 Mg Wiese, 8 Mg Weide und 1257 Mg Wald. Es bestand aus sechs öffentlichen, 30 Wohn- und 51 Wirtschaftsgebäuden und einem Abbau. Die Bewohner errichteten im Jahr 1863 auf sechs Morgen eine Ziegelei, in die zwei Einwohner in einem Haushalt einzogen. Im Jahr 1885 bestand das Dorf mit dem Wohnplatz Ziegelei. Im Jahr 1893 wurden acht Hektar vom Gemeindebezirk Kolzenburg eingemeindet; 1899 musste Neuhof 1,1 Hektar Land an den Gutsbezirk Forst Zinna abtreten.

### 20. Jahrhundert
Zur Jahrhundertwende standen auf 844,8 Hektar (ha) insgesamt 44 Häuser. Es gab einen Büdner und Gastwirt, einen Maurer, einen Musiker, einen Zimmermann sowie sechs Hufner und vier Kossäten. Ein weiterer Kossät war Gemeindevorsteher, ein anderer Schmied. Im Dorf lebten außerdem ein Lehrer, drei Maurer, ein Rentner und ein Restgutsbesitzer. Neuhof bestand 1905 mit den Wohnplätzen Weinberg und Ziegelei. Im Jahr 1931 erfolgte die Umwandlung in eine Landgemeinde mit den Wohnplätzen Weinberg und Ziegelei. Im 845,8 ha großen Dorf standen 52 Wohnhäuser mit 56 Haushaltungen. Es gab einen land- und forstwirtschaftlichen Betrieb, der mehr als 100 ha bewirtschaftete. Neun weitere waren zwischen 20 und 100 ha, zwölf zwischen 10 und 20, dreizehn zwischen 5 und 10 ha sowie vierzehn zwischen 0,5 und 5 ha groß (1939).
Von dieser Fläche wurden nach dem Zweiten Weltkrieg im Rahmen der Bodenreform 1948 insgesamt 223,5 ha enteignet: 60,5 ha Acker, 0,9 ha Gärten, 16,3 ha Wiese und Weide, 142,5 ha Wald, 0,6 ha Hofräume sowie 2,6 ha Wege und Ödland. Hiervon erhielten vier landlose Bauern und Landarbeiter insgesamt 21,9 ha. Weitere 41,1 ha gingen an acht landarme Bauern, 27,6 ha an drei nichtlandwirtschaftliche Arbeiter und Angestellte, 12,2 ha Waldzulage an drei Altbauern sowie 40,7 ha an die Gemeinde und 79 ha den Bodenfonds. Kurz darauf gründete sich im Jahr 1953 eine LPG Typ I mit sieben Mitgliedern und 20 ha Fläche, die vor 1955 in eine LPG Typ III überging. Diese bestand im Jahr 1960 mit 57 Mitgliedern und 340 ha Fläche, die 1975 zur LPG Typ III Grüna zusammengeschlossen wurde. Sie bestand 1983 als LPG Grüne Abteilung Neuhof.
Ab 1992 gehörte Neuhof zum Amt Jüterbog. Ab dem 31. Dezember 1997 ist der Ort ein Ortsteil von Jüterbog. Im März 2000 lebten hier 134 Einwohner.

## Bevölkerungsentwicklung
| Jahr      | 1772 | 1791 | 1801 | 1817 | 1837 | 1858 | 1871                 | 1885                 | 1895                                   | 1905                  | 1939 | 1946 | 1964 | 1971 | 1981 |
| Einwohner | 140  | 160  | 155  | 178  | 199  | 204  | 233 und 5 (Ziegelei) | 186 und 6 (Ziegelei) | 239 und 12 (Weinberg) und 6 (Ziegelei) | 245 und 11 (Weinberg) | 258  | 321  | 213  | 195  | 170  |

## Sehenswürdigkeiten und Kultur

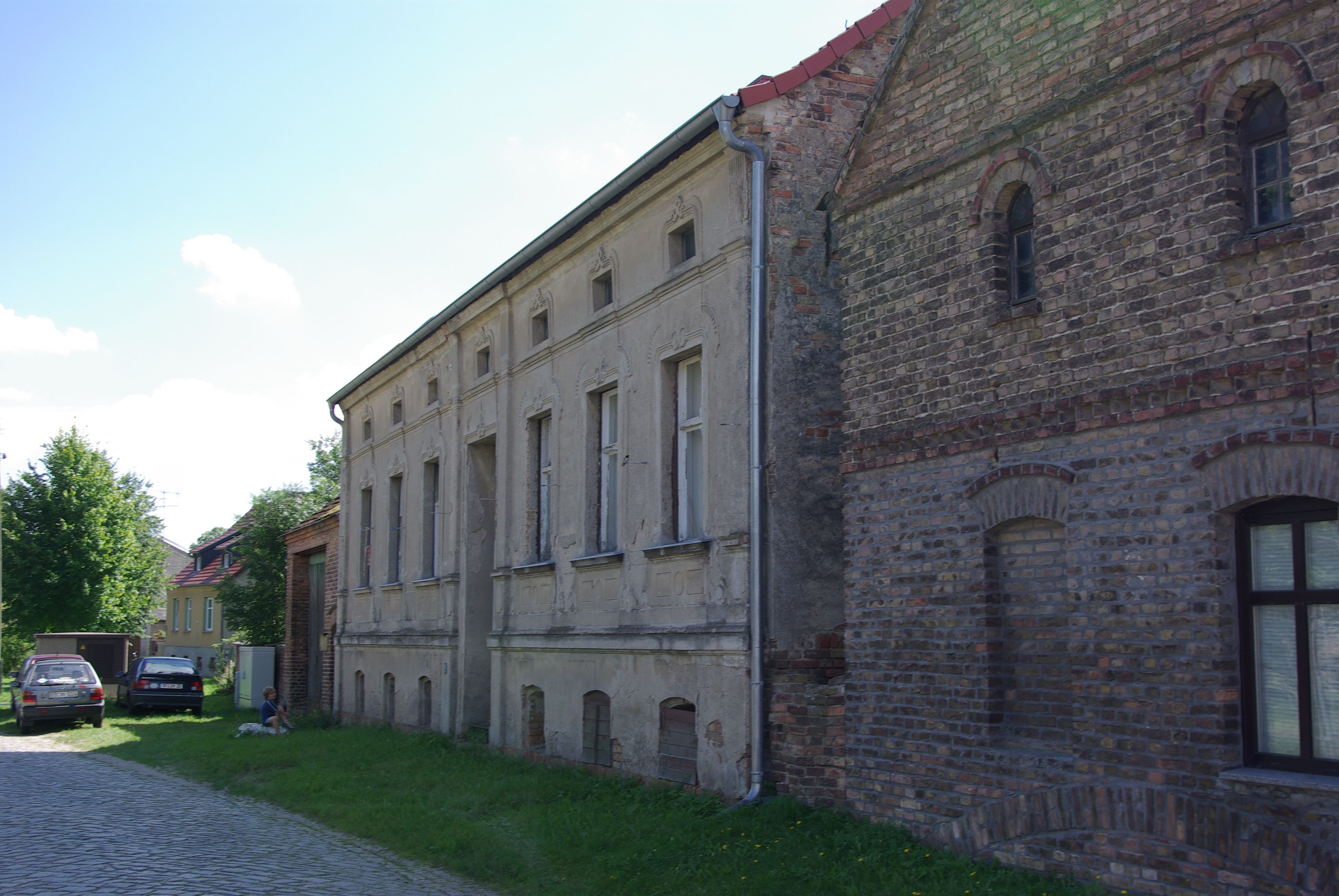
Gehöft in der Dorfstraße 3

- Die Dorfkirche ist ein spätgotischer Bau und steht unter Denkmalschutz[2]. Die Kirche wurde, ebenso wie das Dorf, im späten 14. Jahrhundert erbaut. Im Inneren befindet sich eine Putzdecke. Der hölzerne Kanzelaltar stammt aus der Zeit um 1700. Die Kirchenlade stammt aus dem Jahr 1764.
- Das Gehöft in der Dorfstraße 3 wurde Anfang des 20. Jahrhunderts erbaut, es ist ein Beispiel des Wohnungsbaues zur Zeit vor dem Ersten Weltkrieg. Das Wohnhaus steht wie die Kirche unter Denkmalschutz.[3]
- Das Gehöft in der Dorfstraße 44 wurde 1892 erbaut. Es ist ein zweigeschossiges Haus mit Satteldach. Die mittlere der sieben Achsen ist als Risalit mit Dreiecksgiebel gebaut. Durch diese Front wird das Ortsbild geprägt.
- Der Ort wird vom Flaeming-Skate berührt. Der Rundkurs RK5 geht durch Neuhof durch.